# Neotrichoporoides maupaussanti
Neotrichoporoides maupaussanti är en stekelart som först beskrevs av Girault 1915.  Neotrichoporoides maupaussanti ingår i släktet Neotrichoporoides och familjen finglanssteklar. Inga underarter finns listade i Catalogue of Life.